# Villa Löw-Beer

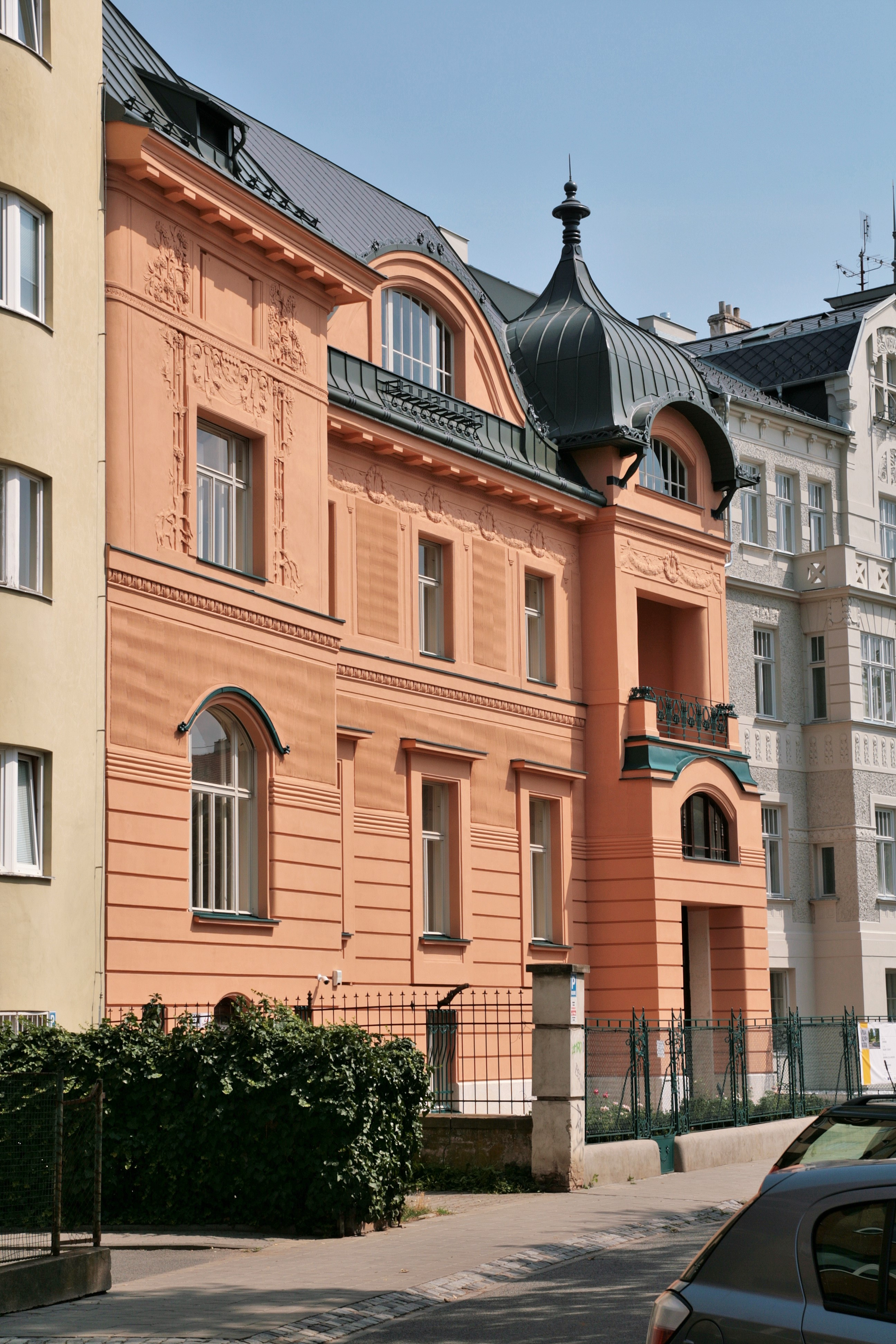
Straßenfront

Die Villa Löw-Beer ist eine 1903/04 vom Architekten Alexander Neumann für den Unternehmer Moritz Fuhrmann erbaute Jugendstil-Villa im tschechischen Brünn. Von 1913 bis 1939 wurde sie von der Familie des wohlhabenden Tuchfabrikanten Alfred Löw-Beer bewohnt, dessen Tochter Grete und ihr Ehemann Fritz Tugendhat erbauten später im oberen Bereich des Grundstücks die Villa Tugendhat.

## Ort

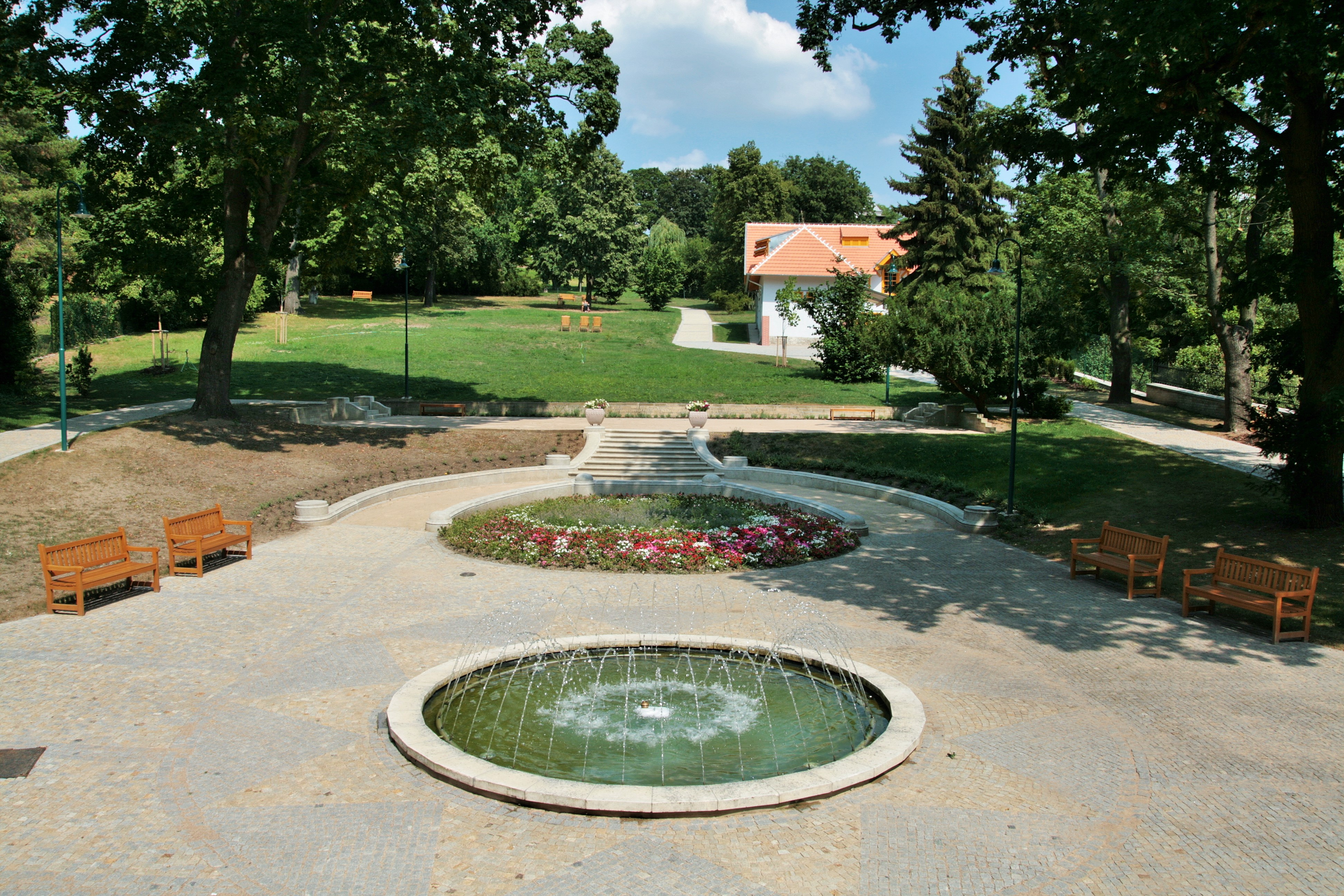
Blick in den Garten in Richtung der Villa Tugendhat

Die Villa befindet sich in der Drobného 22 (ehemals Sadová – Parkstraße) im Stadtviertel Brno-Sever in der Katastralgemeinde Černá Pole, nordöstlich und unweit der Brünner Altstadt. In den 1860er Jahren wurde mit der Bebauung der Hanggrundstücke oberhalb des Lužánky Parks (Augarten) nach einem städtebaulichen Konzept von Heinrich von Ferstel begonnen. Die Gegend mit ihren Villen entwickelte sich zu einer der begehrtesten Wohngegenden Brünns.

## Geschichte und Architektur

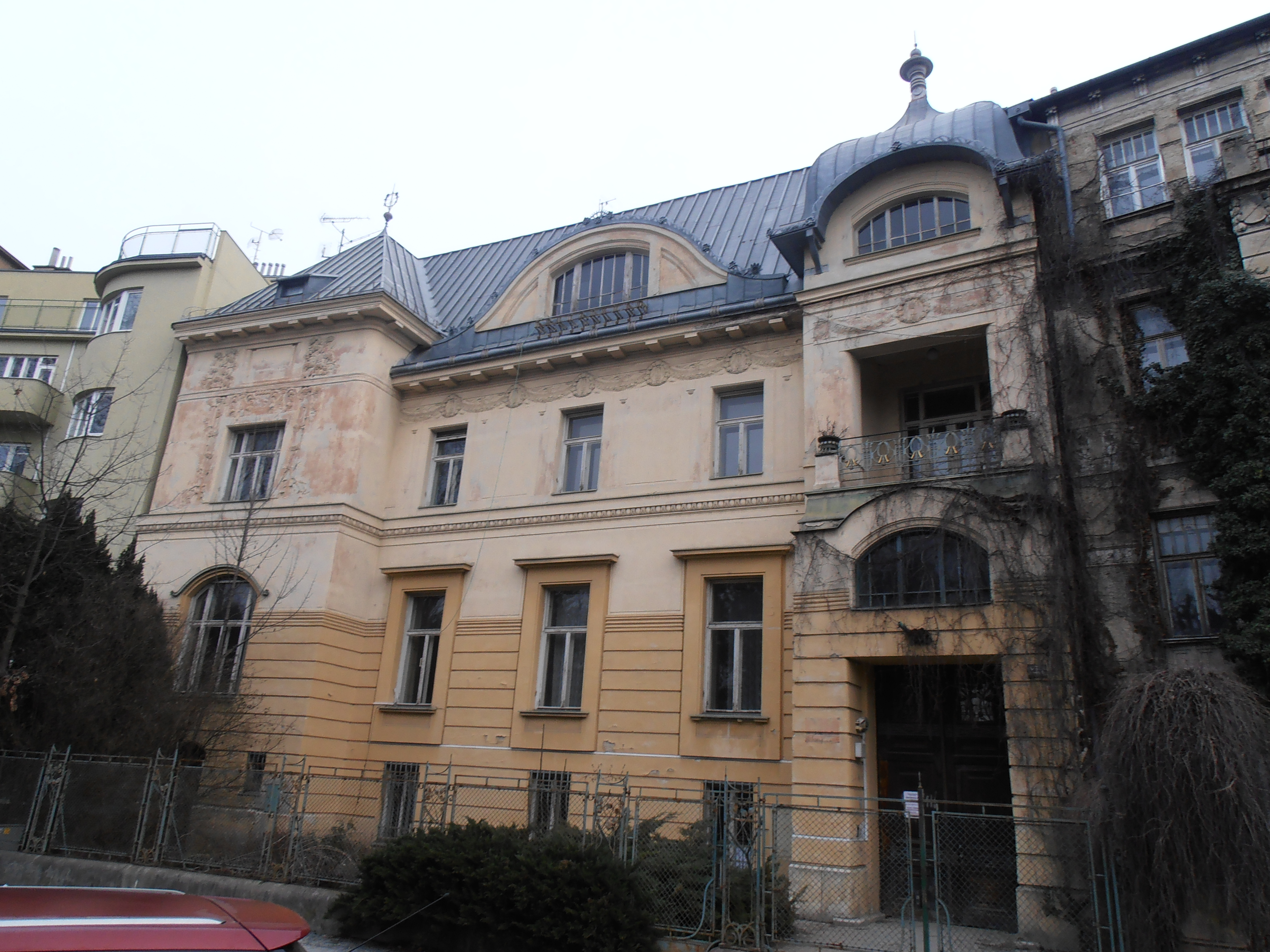
Straßenfassade vor der Sanierung (2013)

Mit dem Bau der Villa nach Entwurf des Architekten Alexander Neumann wurde 1903 begonnen. Auftraggeber war der Unternehmer Moritz Fuhrmann (1850–1910). Nach Angaben der Zeitschrift für die kommunale Landeshauptstadt Brno waren in der Villa vier Wohnungen mit insgesamt 14 Zimmern, 7 Schrankräumen, 3 Küchen, 2 Bädern und 6 Toiletten untergebracht. Die nahezu symmetrische straßenseitige Fassade wirkt mit den beiden seitlichen Risaliten elegant. Im rechten befindet sich der Haupteingang. Vom Vorzimmer erreicht man über wenige Stufen die große zentrale Halle mit der Haupttreppe ins Obergeschoss. Über ein pyramidenförmiges Glasdach erhält diese natürliche Beleuchtung. Gartenseitig gelangt man von einer Terrasse über Treppen in den Park. Die oberen Fassadenbereiche werden von einem Band mit Jugendstil-Stuckdekoration geschmückt, die unteren Bereiche werden mit Rustika-Imitation hervorgehoben. Ähnlicher Schmuck findet sich auch an den Wänden und Decken der Innenräume, teilweise auch als Holzschnitzereien ausgeführt. Jugendstil-Blumenmotive zieren auch keramische Fliesen und die Gusseisen-Treppengeländer. Nach dem Tod Fuhrmanns verkauften dessen Erben die Villa im August 1913 für 290.000 Kronen an den Textilunternehmer Alfred Löw-Beer (1872–1939). Der neue Besitzer ließ später – wohl unter dem Eindruck des für Tochter und Schwiegersohn erbauten Hauses Tugendhat – vom Wiener Architekten Rudolf Baumfeld (1903–1988) einige Änderungen vornehmen. Die jüdische Familie musste 1939 das Haus verlassen und ins Ausland emigrieren. Das Haus wurde 1940 von der Gestapo konfisziert, nach 1945 wurde es verstaatlicht und bis 2012 als Jugendhaus verwendet. Im Park der Villa befindet sich auch das alte Zollhaus, ein Zweckbau, der für Stallungen und als Gartenhaus verwendet wurde.

## Restaurierung und Museum

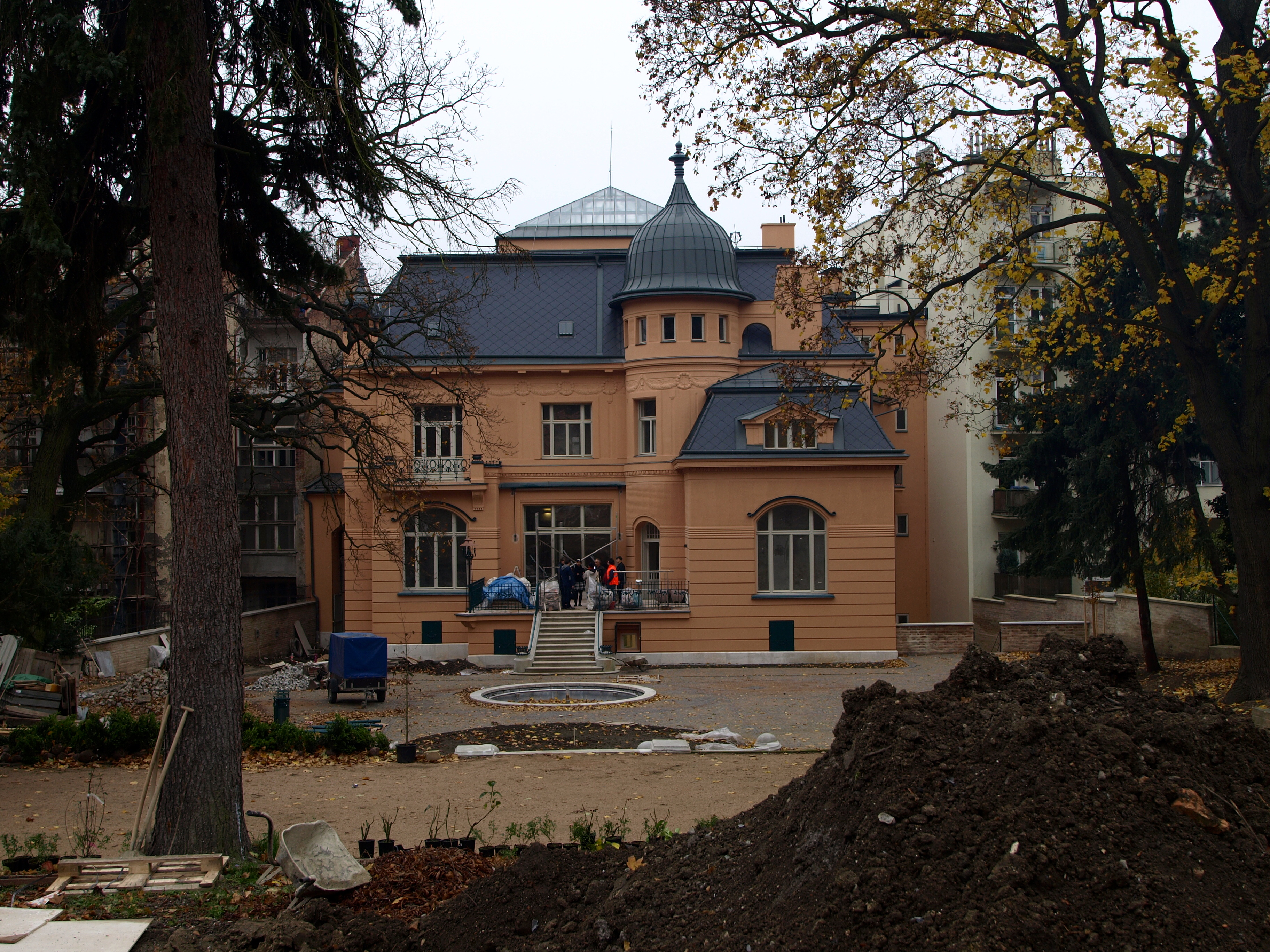
Gartenseite während der Sanierungsarbeiten (2014)

Seit 1958 ist die Villa als nationales Kulturdenkmal eingestuft.
2013 und 2014 erfolgte eine Generalsanierung des Gebäudes (Dachreparatur, Fassadensanierung, Reparatur von Türen und Fenstern, neue Sanitäreinrichtungen, Gas- und Strom-Installationen, neue Zentralheizung) unter strenger Berücksichtigung des Denkmalschutzes. Seit Ende 2015 ist in der Villa die Ausstellung „The World of the Brno Bourgeoisie Around the Löw-Beers and Tugendhat“ öffentlich zugänglich. Im ebenfalls renovierten Zollhaus im Garten wurden ein Café und zusätzliche Ausstellungsräume geschaffen.

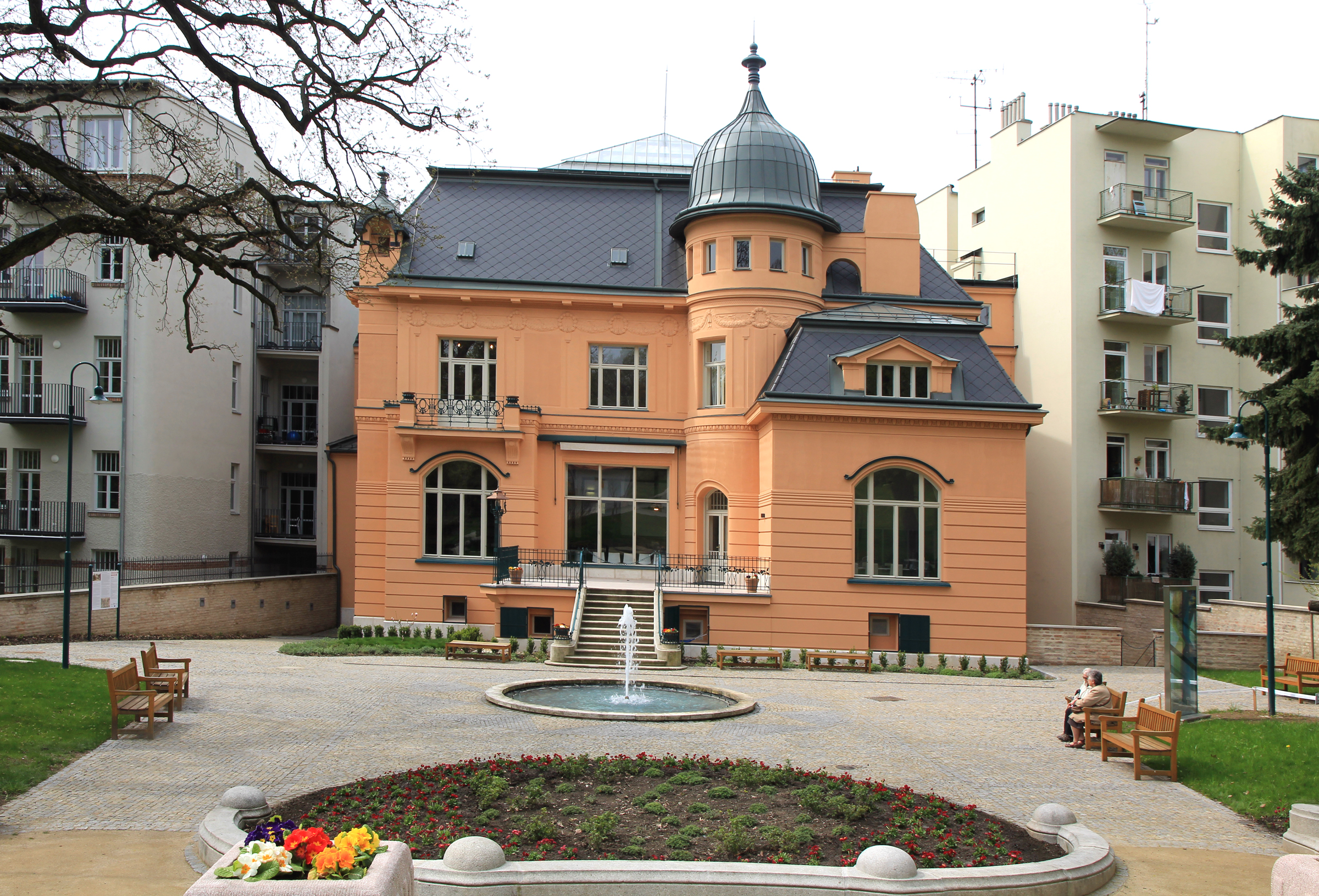
Gartenseite der Villa
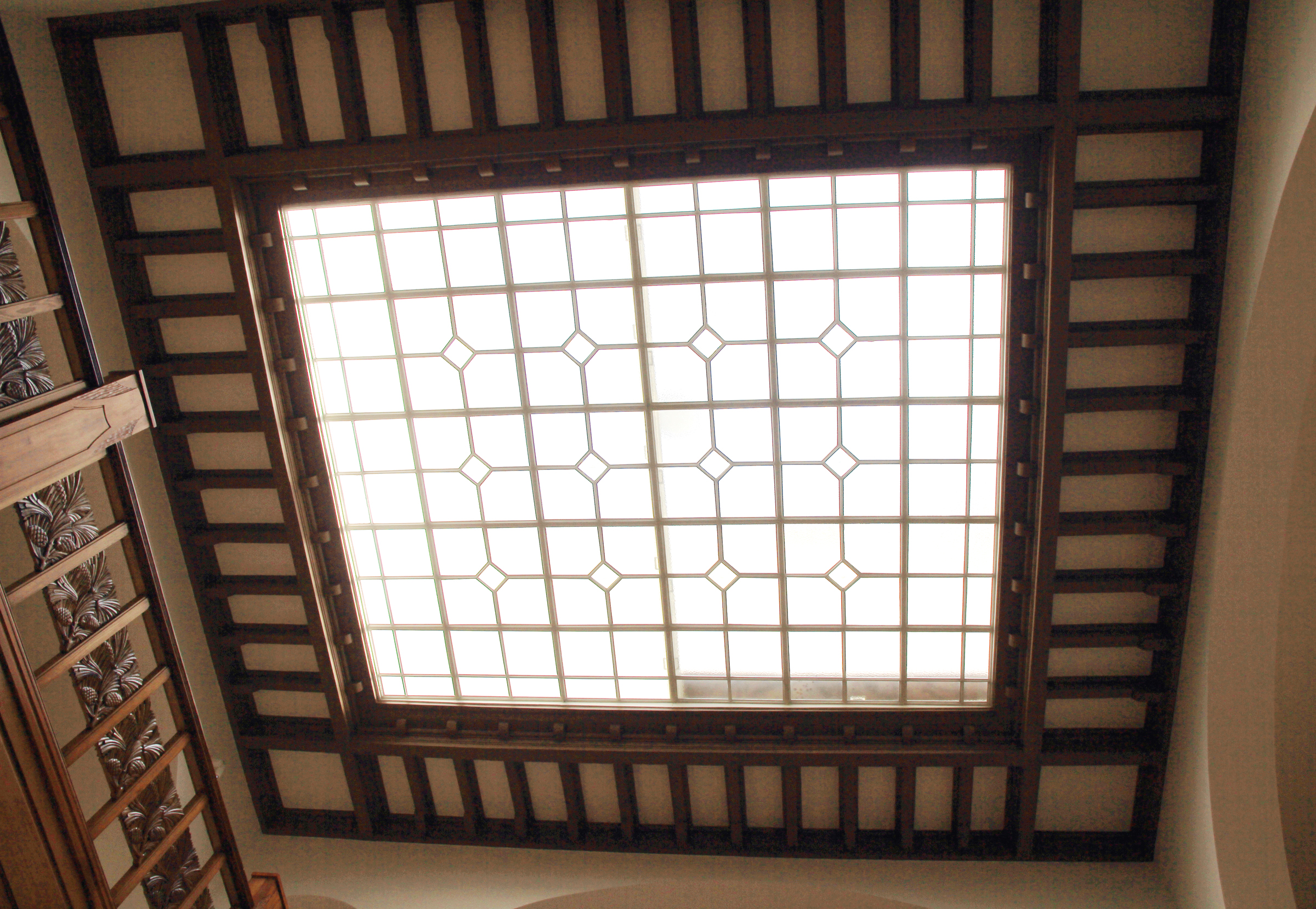
Glasdecke des Stiegenhauses
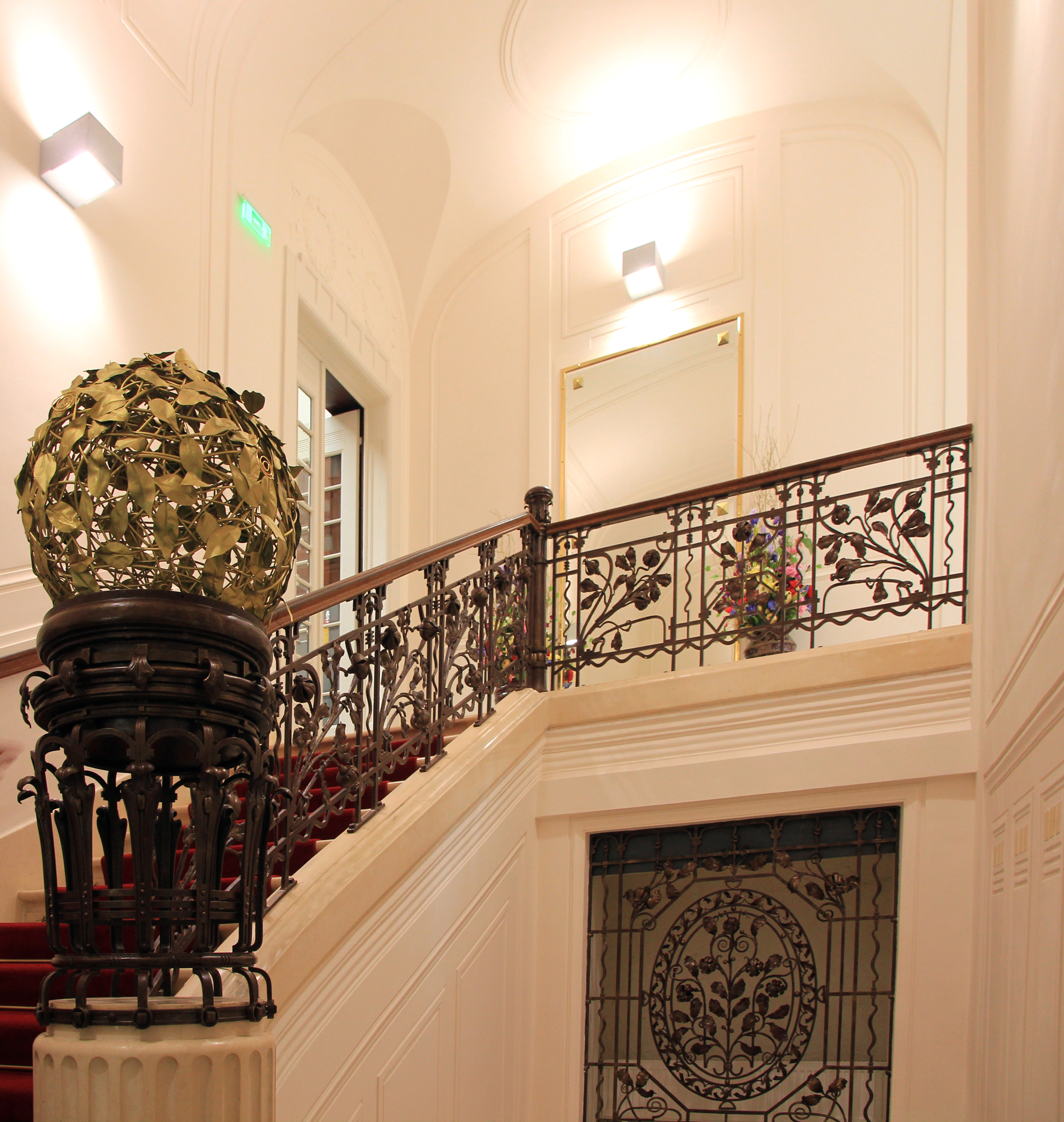
Treppe mit Jugendstilgeländer
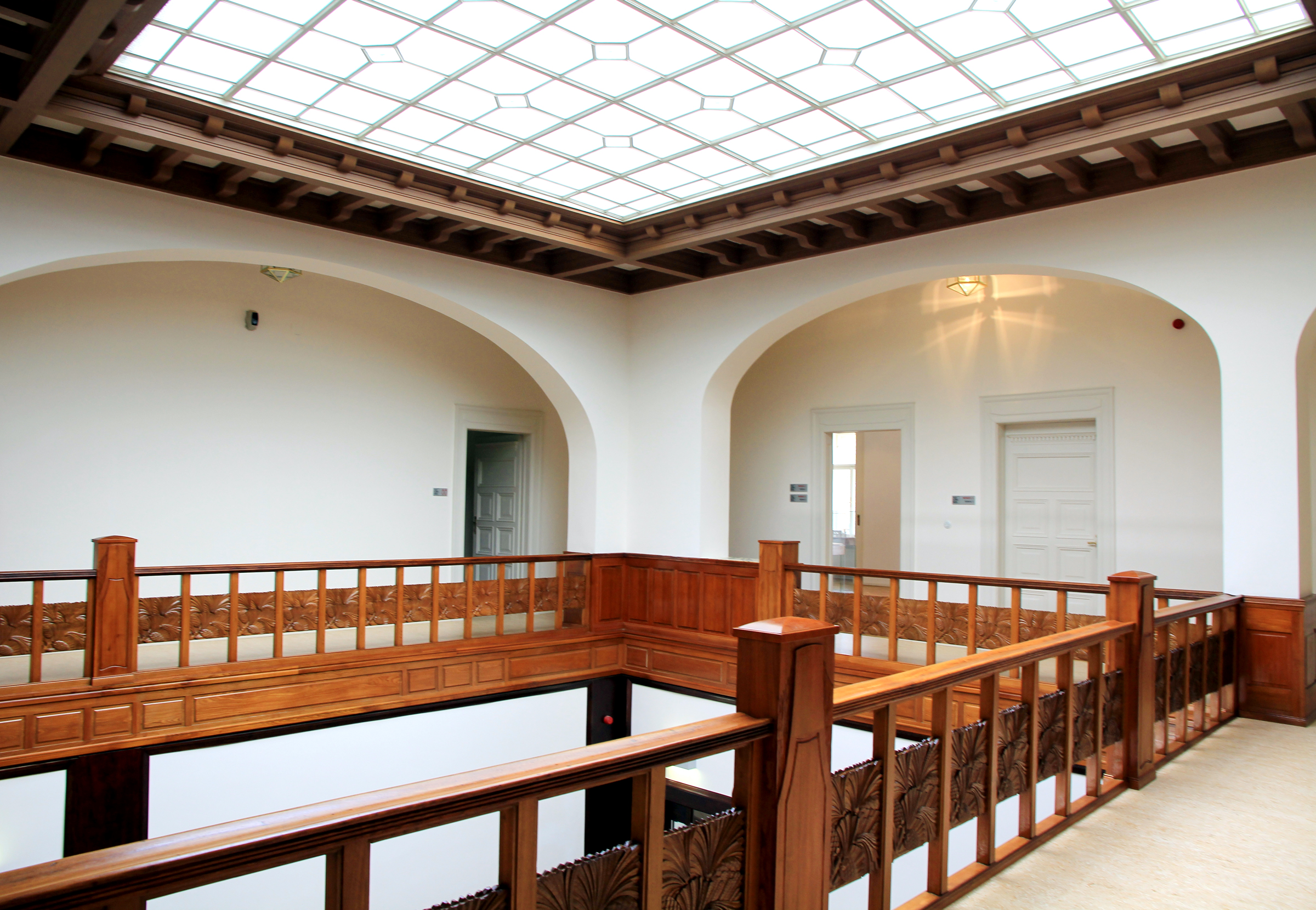
Umgang im 1. Obergeschoss
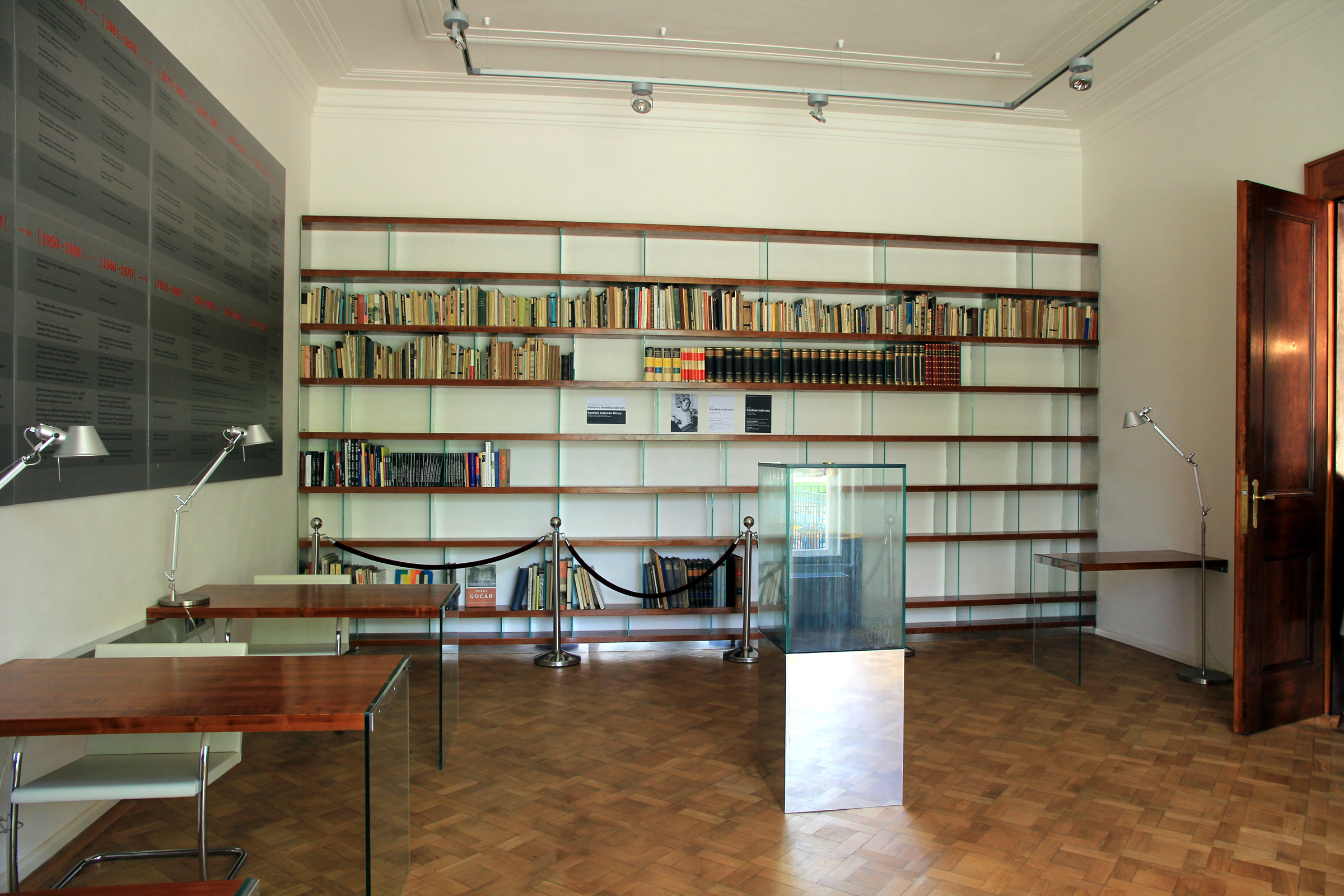
Bibliothek
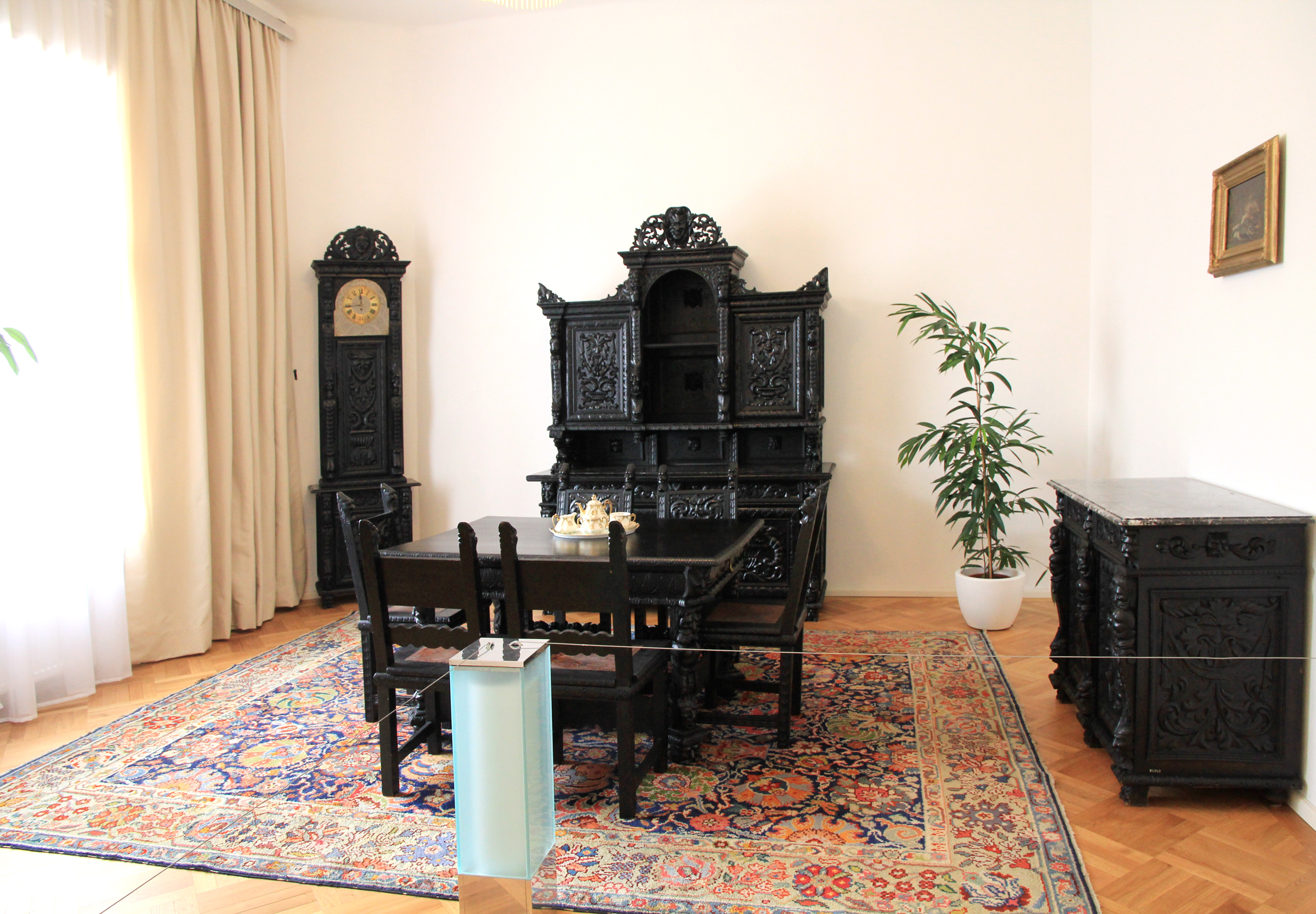
Esszimmer
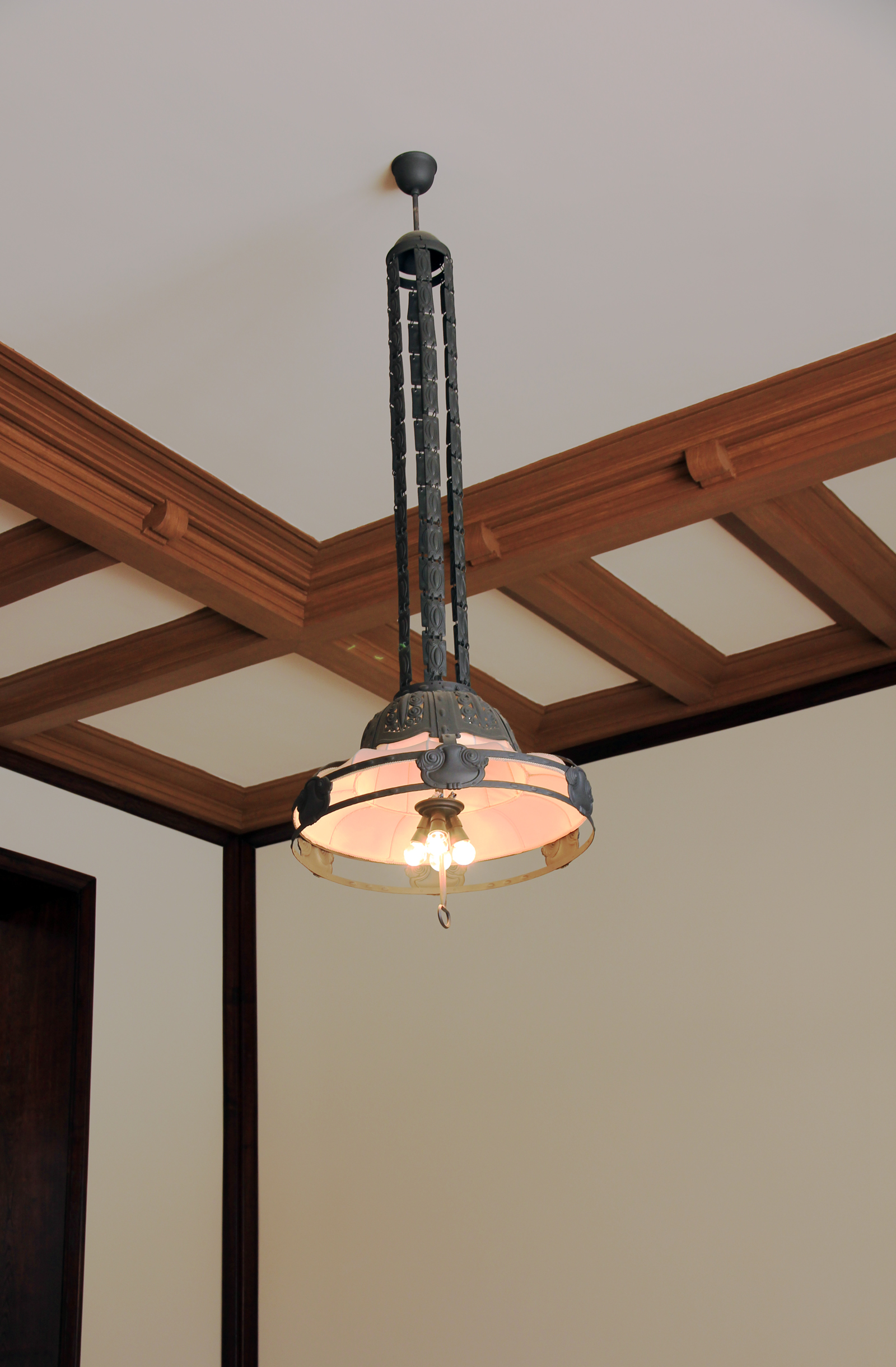
Lüster der Halle
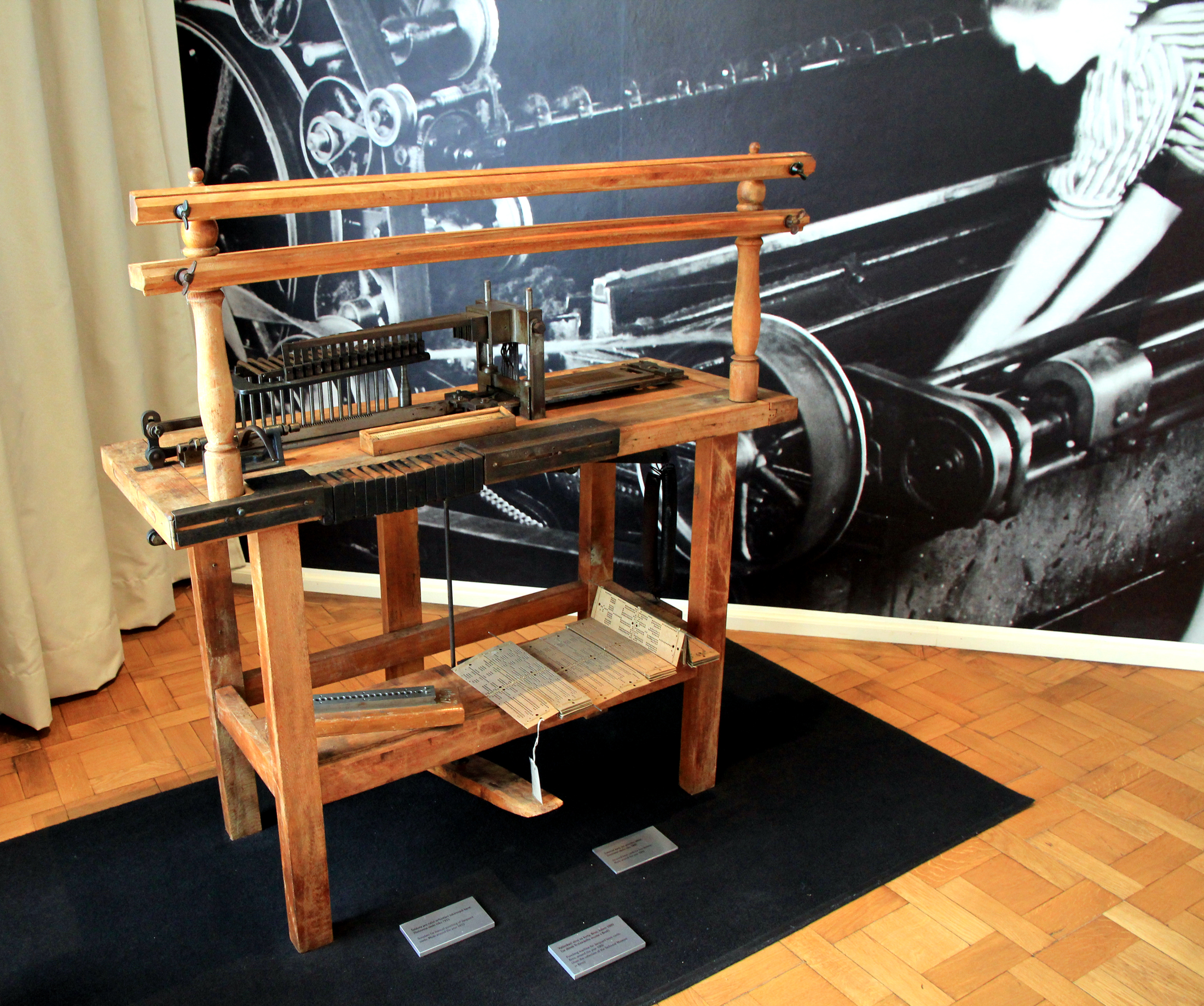
Maschine zum Herstellen von Lochkarten für Jacquard-Webstühle